# Сокиряны (Винницкая область)
Сокиря́ны (укр. Сокиряни) — село в Гайсинском (до 17.07.2020 —  Тепликском) районе Винницкой области Украины.
Код КОАТУУ — 0523786901. Население по переписи 2001 года составляет 461 человек. Почтовый индекс — 23842. Телефонный код — 4353.
Занимает площадь 0,115 км².

## История
В XIX веке село Сокиряны было в составе Терновской волости Гайсинского уезда Подольской губернии. 

## Адрес местного совета
23842, Винницкая область, Теплицкий район, с. Сокиряны, ул. Победы, д. 20